# Christopher Merrett
Christopher Merrett o Merret, nacido el 16 de febrero de 1614 en Wichcombe, Gloucestershire y muerto el 16 de agosto de 1695 en Londres, fue un médico y naturalista británico.
Después de estudiar en Oxford, practicó la medicina.
La principal obra de Merret es Pinax rerum naturalium britannicarum, aparecida en 1667. Se trata de la primera descripción de la fauna inglesa (incluyendo también descripciones de fósiles y minerales). El objetivo de Merrett era reemplazar la Phytologia Britannica, natales exhibens indigenarum stirpium sponte emergentium de William How (1650). Merrett no era un naturalista de campo sino tan solo un recopilador de obras que pretendía agrupar conceptos farmacológicos útiles para la medicina.
Sus descripciones se basan principalmente en los trabajos de John Jonston y de Ulisse Aldrovandi. A pesar de estos hechos, Merrett fue partícipe del despegue del estudio de la historia natural británica proporcionando una base de partida.
Publicó igualmente algunas observaciones sobre fisiología vegetal Philosophical Transactions así sobre como metalurgia. 
También es conocido por su The Art of Glass (1662), tratado sobre la preparación de materiales para la fabricación de vidrios. Dedicó esta obra a Robert Boyle.
- Datos: Q55067441
- Multimedia: Christopher Merret / Q55067441